# Corey Johnson
Corey Johnson (New Orleans, 17 maggio 1961) è un attore statunitense.

## Carriera
Attivo maggiormente nel Regno Unito, Johnson è noto per aver preso parte in ruoli minori a film come Salvate il soldato Ryan (1998), La mummia (1999) e United 93 (2006).

## Vita privata
Johnson è stato sposato dal 1994 con l'attrice britannica Lucy Cohu, da cui ha divorziato nel 2005. La coppia ha avuto due figli: Alexander (nato nel 2000) e Lila (nata nel 2002).

## Filmografia

### Cinema
- The Innocent, regia di John Schlesinger (1993)
- Salvate il soldato Ryan (Saving Private Ryan), regia di Steven Spielberg (1998)
- Do Not Disturb - Non disturbare (Do Not Disturb), regia di Dick Maas (1999)
- La mummia (The Mummy), regia di Stephen Sommers (1999)
- Last Run, regia di Anthony Hickox (2001)
- Endgame, regia di Gary Wicks (2001)
- Harrison's Flowers, regia di Elie Chouraqui (2002)
- Il vendicatore (Out for a Kill), regia di Michael Oblowitz (2003)
- Hellboy, regia di Guillermo del Toro (2004)
- Il risveglio del tuono (A Sound of Thunder), regia di Peter Hyams (2005)
- 7 Seconds, regia di Simon Fellows (2005)
- United 93, regia di Paul Greengrass (2006)
- The Contract, regia di Bruce Beresford (2006)
- The All Together, regia di Gavin Claxton (2007)
- The Bourne Ultimatum - Il ritorno dello sciacallo (The Bourne Ultimatum), regia di Paul Greengrass (2007)
- Universal Soldier: Regeneration, regia di John Hyams (2009)
- Il quarto tipo (The Fourth Kind), regia di Olatunde Osunsanmi (2009)
- The Code, regia di Mimi Leder (2009)
- Kick-Ass, regia di Matthew Vaughn (2010)
- X-Men - L'inizio (X-Men: First Class), regia di Matthew Vaughn (2011)
- Il principe del deserto (Black Gold), regia di Jean-Jacques Annaud (2011)
- The Bourne Legacy, regia di Tony Gilroy (2012)
- Come vivo ora (How I Live Now), regia di Kevin Macdonald (2013)
- Captain Phillips - Attacco in mare aperto (Captain Phillips), regia di Paul Greengrass (2013)
- Kingsman - Secret Service (Kingsman: The Secret Service), regia di Matthew Vaughn (2014)
- Ex Machina, regia di Alex Garland (2015)
- Survivor, regia di James McTeigue (2015)
- Sergente Rex (Megan Leavey), regia di Gabriela Cowperthwaite (2017)
- The Titan, regia di Lennart Ruff (2018)
- Hunter Killer - Caccia negli abissi (Hunter Killer), regia di Donovan Marsh (2018)
- A Private War, regia di Matthew Heineman (2018)
- The Mauritanian, regia di Kevin Macdonald (2021)
- La cena delle spie (All the Old Knives), regia di Janus Metz (2022)
- Morbius, regia di Daniel Espinosa (2022)
- Operazione Kandahar (Kandahar), regia di Ric Roman Vaughn (2023)
- September 5 - La diretta che cambiò la storia (September 5), regia di Tim Mielants (2024)

### Televisione
- L'uomo dal doppio passato (Second Nature), regia di Ben Bolt – film TV (2003)
- Doctor Who – serie TV, episodio 1x06 (2005)
- The Last Days of Lehman Brothers, regia di Michael Samuels – film TV (2009)
- 24: Live Another Day – miniserie TV, 2 puntate (2014)
- Strike Back – serie TV, episodi 6x01-6x02-6x08 (2017-2018)
- Deep State – serie TV, 5 episodi (2018)
- Delitti in Paradiso (Death in Paradise) – serie TV, episodio 10x08 (2021)
- Harry Palmer - Il caso Ipcress (The Ipcress File) – miniserie TV, 6 puntate (2022)
- Black Mirror – serie TV, episodio 6x04 (2023)
- L'ispettore Barnaby (Midsomer Murders) – serie TV, episodio 24x04 (2023)
- Hotel Portofino – serie TV, 3 episodi (2024)

## Doppiatori italiani
Nelle versioni in italiano delle opere in cui ha recitato, Corey Johnson è stato doppiato da:
- Massimo Bitossi in The Contract, Il quarto tipo, The Bourne Ultimatum - Il ritorno dello sciacallo, Captain Phillips - Attacco in mare aperto, The Bourne Legacy, Deep State
- Luigi Ferraro in La mummia
- Mauro Gravina ne Il vendicatore - Out for a Kill
- Roberto Certomà in Hellboy
- Daniele Valenti in United 93
- Enrico Di Troia in 24: Live Another Day
- Michele Gammino in Universal Soldier: Regeneration
- Franco Mannella in Il principe del deserto
- Angelo Nicotra in Kingsman - Secret Service
- Mauro Magliozzi in Survivor
- Stefano Thermes in Ex Machina
- Saverio Indrio in Doctor Who
- Andrea Ward in Hunter Killer - Caccia negli abissi
- Roberto Accornero in The Mauritanian
- Davide Marzi in Harry Palmer - Il caso Ipcress
- Emilio Mauro Barchiesi in Morbius
- Gianluca Machelli in Black Mirror
- Massimo De Ambrosis in Operazione Kandahar
- Stefano Billi in The Day of the Jackal

Come doppiatore, è sostituito da:
- Claudio Moneta in Killzone: Mercenary
- Roberto Pedicini in Come abbiamo fatto l'America